# Sommet de l'OTAN de mai 1989
Pour un article plus général, voir Sommet de l'OTAN.

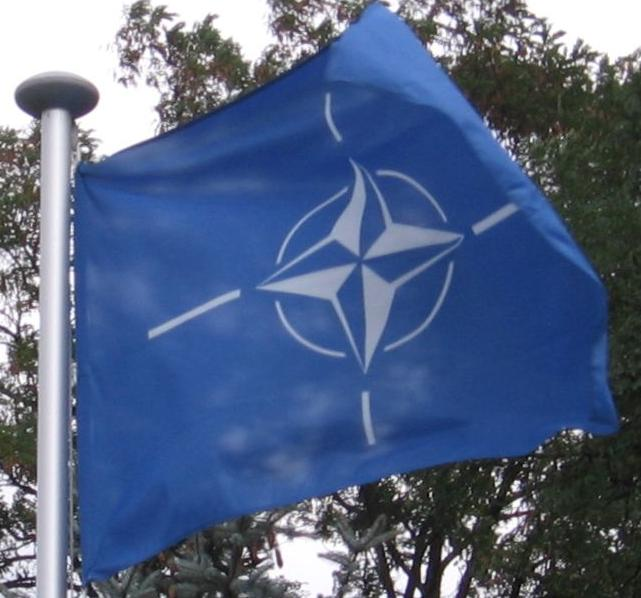
Drapeau de l'OTAN (en Pologne)

Affiche de promotion du sommet de l'OTAN à Bruxelles en 2017

Le sommet de l'OTAN Bruxelles mai 1989 est le 9e sommet de l'OTAN, conférence diplomatique réunissant en session extraordinaire à Bruxelles, en Belgique, les 29 et 30 mai 1989, les chefs d'État et de gouvernement des pays membres de l'Organisation du traité de l'Atlantique nord.